# Judit Csehák

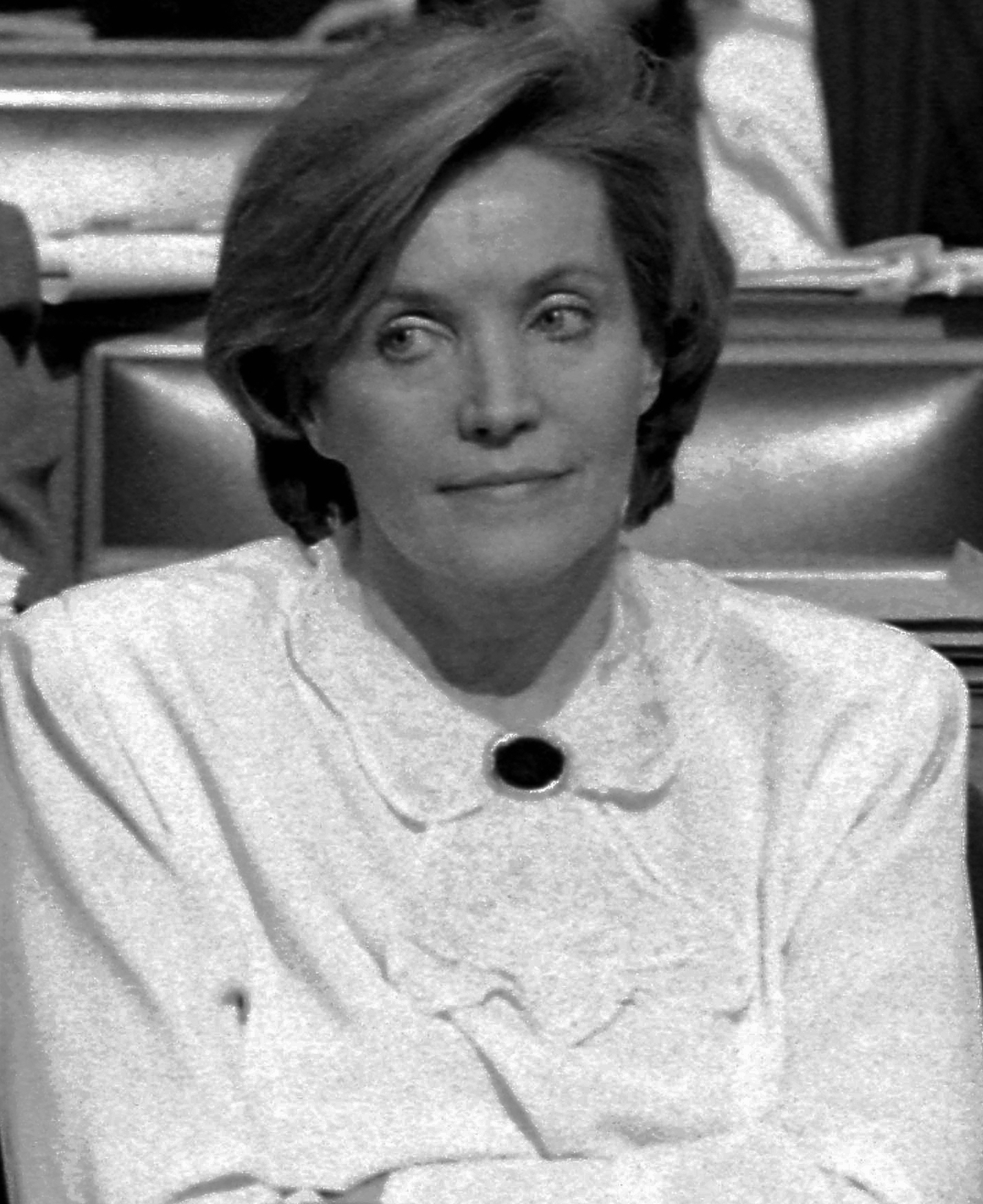
Judit Csehák (1989)

Judit Csehák (* 16. Januar 1940 in Szekszárd, Komitat Tolna) ist eine Ärztin und ehemalige ungarische Politikerin der Ungarischen Sozialistischen Arbeiterpartei MSZMP (Magyar Szocialista Munkáspárt) sowie der Ungarischen Sozialistischen Partei MSZP (Magyar Szocialista Párt), die unter anderem Vize-Ministerpräsidentin sowie mehrere Jahre Ministerin war. Am 23. Juni 1987 wurde sie nach Valéria Benke als zweite Frau zum Mitglied des Politbüros des ZK der MSZMP gewählt und gehörte diesem obersten Führungsgremium der Ungarischen Sozialistischen Arbeiterpartei bis zum 12. April 1989 an. Nach Ende der Volksrepublik Ungarn war sie mehrere Jahre lang Abgeordnete des Parlaments (Országgyűlés) und zwischen 2002 und 2003 Ministerin für Gesundheit, Soziales und Familien in der Regierung von Ministerpräsident Péter Medgyessy.

## Leben

### Studium und Gewerkschaftsfunktionärin
Judit Csehák, Tochter eines Schuhmachers, begann nach dem Schulbesuch in Tolna ein Studium an der Budapester Universität für Medizinische Wissenschaften (Budapesti Orvostudományi Egyetem) und schloss dieses 1964 mit einem Diplom ab. Im Anschluss arbeitete sie ein Jahr als Medizinische Assistentin im Krankenhaus des Komitat Tolna, ehe sie 1965 eine Tätigkeit in einer Arztpraxis in Fadd begann. 1967 trat sie als Mitglied der Ungarischen Sozialistischen Arbeiterpartei MSZMP (Magyar Szocialista Munkáspárt) bei und wurde 1973 zum Mitglied des Stadtrates von Szekszárd sowie Abteilungsleiterin beim Rat des Bezirks Szekszárd.
1975 wechselte sie als Sekretärin des Zentralvorstandes zur Gewerkschaft der Krankenpfleger (Szakszervezete Központi Vezetősége), ehe sie 1978 Sekretärin und Mitglied des Nationalrates der Gewerkschaften SZOT (Szakszervezetek Országos Tanácsa) wurde.
Am 6. Dezember 1984 wurde Csehák Vize-Vorsitzende des Ministerrates und war damit bis zum 6. Dezember 1987 Stellvertreter von Ministerpräsident György Lázár. Daneben fungierte sie von 1984 bis 1988 als Mitglied der Staatlichen Planungskommission sowie zwischen 1985 und 1986 der Nationalen Jugendkommission.
Am 25. März 1989 wurde sie Mitglied des Zentralkomitees der MSZMP und gehört diesem bis Oktober 1989 an.

### Vize-Ministerpräsidentin, Politbüromitglied und Ministerin
In den Regierungen der Ministerpräsidenten Károly Grósz und Miklós Németh übernahm Judit Csehák zwischen dem 16. Dezember und dem 23. Mai 1990 das Amt der Ministerin für Soziales und Gesundheit (Szociális és Egészségügyi Miniszter). Während dieser Zeit war sie zwischen Januar 1987 und Juli 1988 auch Vorsitzende des Wissenschaftsausschusses der MSZMP.
Judit Csehák wurde am 23. Juni 1987 nach Valéria Benke als zweite Frau zum Mitglied des Politbüros des ZK der MSZMP gewählt und gehörte diesem obersten Führungsgremium der Ungarischen Sozialistischen Arbeiterpartei bis zu ihrem Rücktritt am 12. April 1989 an. Ferner wurde sie im Dezember 1988 Mitglied des Wirtschafts- und Sozialausschusses der MSZMP.
Nach Auflösung der MSZMP trat sie der am 6. Oktober 1989 gegründeten Ungarischen Sozialistischen Partei MSZP und wurde als deren Kandidatin im Mai 1990 erstmals zur Abgeordneten des Parlaments (Országgyűlés) gewählt, wo se bis Mai 1998 den Wahlkreis 7 des Komitat Veszprém vertrat. Während dieser Zeit bekleidete sie von Oktober 1994 bis März 1996 die Funktion als Vize-Vorsitzende des MSZP.
Im April 2002 wurde sie auf der Reserveliste der MSZP abermals zur Abgeordneten des Parlaments gewählt und gehörte diesem nunmehr bis zum 7. Oktober 2003 an.
Am 27. Mai 2002 berief Ministerpräsident Péter Medgyessy sie zur Ministerin für Gesundheit, Soziales und Familie in dessen Regierung, der sie bis zum 14. September 2003 angehörte.